# Феликс де Асара
Феликс де Асара (на испански: Félix de Azara) е испански инженер, изследовател, картограф, антрополог, хуманист и естественик.

## Биография
Роден е на 18 май 1742 година във Варбуналес, провинция Уеска, Испания. Учи в университета в Уеска, а след това във Военната академия в Барселона, от където излиза като инженер през 1764 г. Започва военна служба, но във войната срещу Алжир е тежко ранен и се пенсионира от армията като лейтенант през 1775 г.
През 1777 г. с договора от Сан Илдефонсо, Испания и Португалия определят сферите си на влияние в Южна Америка и Асара е избран от испанска страна по демаркацията на границата между испанските и португалските владения в Южна Америка. През 1781 Асара пристига в Южна Америка и в продължение на повече от 20 години, освен с конкретните си задължения по демаркацията на границата, активно се занимава с изследване на флората, фауната и местното население на посетените райони.
От 1781 до 1802 г. извършва топографски изследвания в източната част на басейна на долното течение на река Парана и покрай десните брегови райони на Парана и река Парагвай. Дава описание на Влажната и Сухата пампа и Южно Гран Чако, техния климат, растителност и животински свят.
Умира на 20 октомври 1821 година във Варбуналес на 75-годишна възраст.

## Памет
- Неговото име носи град в Аржентина, провинция Мисионес.

## Трудове
- Voyage dans l'Amérique méridionale, v.1 – 4 et atlas, Paris, 1809.